# NGC 7731
NGC 7731 (другие обозначения — PGC 72128, UGC 12737, IRAS23390+0326, MCG 0-60-34, KCPG 590A, ZWG 381.25, NPM1G +03.0626, Z 2339.0+0328) — спиральная галактика с перемычкой (SBa) в созвездии Рыбы.
Этот объект входит в число перечисленных в оригинальной редакции «Нового общего каталога».